# Воробьиный попугайчик
Воробьиный попугайчик (лат. Forpus passerinus) — птица семейства попугаевых.

## Внешний вид
Длина тела 12—13 см, хвоста 4 см; вес 30 г. Окраска оперения травянисто-зелёная, спина в нижней части и крестец голубые, поэтому их ещё иногда называют голубохвостыми. Нижние кроющие перья тёмно-синие. Крылышко и второстепенные маховые перья ультрамариново-синие. Концы маховых перьев достигают конца хвоста. Хвост у них короткий, закруглённой формы. Нижняя часть тела более светлая. У самцов, в отличие от самок, на внутренней стороне крыла имеются голубые перья, у самок окраска оперения светло-зелёная.

## Распространение
Обитают в Гайане, Суринаме, Колумбии, Венесуэле, Боливии, Парагвае и на севере Бразилии.

## Образ жизни
Населяют мангровые леса, различные кустарники, вторичные низкорослые леса, опушки и вырубки. Тяготеют к рекам и морскому побережью. Помимо растительных кормов в их рацион входят насекомые и их личинки, пауки, многоножки и моллюски.

## Размножение
Гнездятся в дуплах и пустотах пней, в нишах деформированных суков и ветвей, а также в термитниках. В кладке от 3 до 6 яиц, которые насиживает самка в течение 19—21 дня. Самец кормит самку и много времени проводит в гнезде, однако участия в насиживании не принимает. Яйца откладываются с интервалом 1—2 дня, птенцы вылупляются в разное время.

## Содержание
Этих попугайчиков местные жители забирают из гнёзд в птенцовом возрасте и содержат дома. Они хорошо приживаются, становятся доверчивыми и довольно забавными. Взрослые попугаи хуже приспосабливаются к домашнему содержанию.

## Классификация
Вид включает в себя 5 подвидов:
- Forpus passerinus cyanochlorus (Schlegel, 1864)
- Forpus passerinus cyanophanes (Todd, 1915)
- Forpus passerinus deliciosus (Ridgway, 1888)
- Forpus passerinus passerinus (Linnaeus, 1758)
- Forpus passerinus viridissimus (Lafresnaye, 1848)